# منتخب التشيك لكرة الطائرة للسيدات
منتخب التشيك الوطني لكرة الطائرة للسيدات (بالتشيكية: Česká volejbalová reprezentace žen)‏ هو ممثل التشيك الرسمي في المنافسات الدولية في كرة طائرة في فئة كرة الطائرة للسيدات.